# ニセコ積丹小樽海岸国定公園
ニセコ積丹小樽海岸国定公園（ニセコしゃこたんおたるかいがんこくていこうえん）は、北海道にある国定公園。北海道内唯一となる海域公園に指定されている地区（積丹半島・小樽海岸）がある。

## 地域
ニセコ積丹小樽海岸国定公園ニセコ地区
- ニセコ地区
  - ニセコアンヌプリ、イワオヌプリ、ニトヌプリ、チセヌプリ、目国内岳、雷電山、岩内岳などのニセコ連峰を中心とした1,000m級の山々、神仙沼、大谷地などの山地湿原、コックリ湖など火山性の湖沼や雷電海岸などの海岸部からなる地域[4]。ニセコでは夏季に登山、ハイキング、キャンプなどの自然探勝、冬季にスキーやスノーボードを中心とした利用が多く、雷電海岸は夏季の海水浴や釣りなどの利用がほとんどである[4]。また、スキー場とニセコ温泉郷などの温泉地が一体となった利用を図っている[4]。なお、羊蹄山は支笏洞爺国立公園の区域になっている[5]。

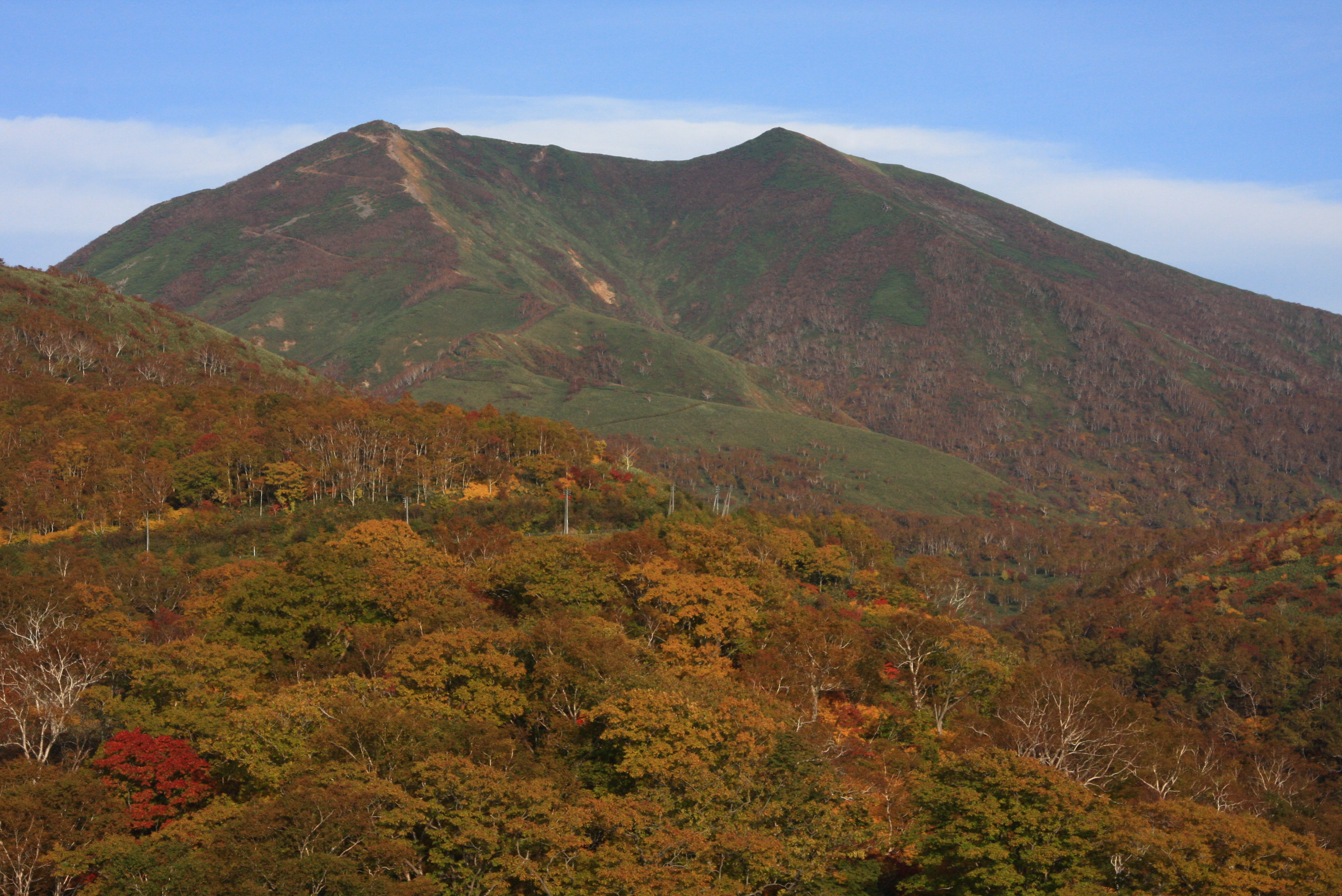
ニセコアンヌプリ（2011年10月）
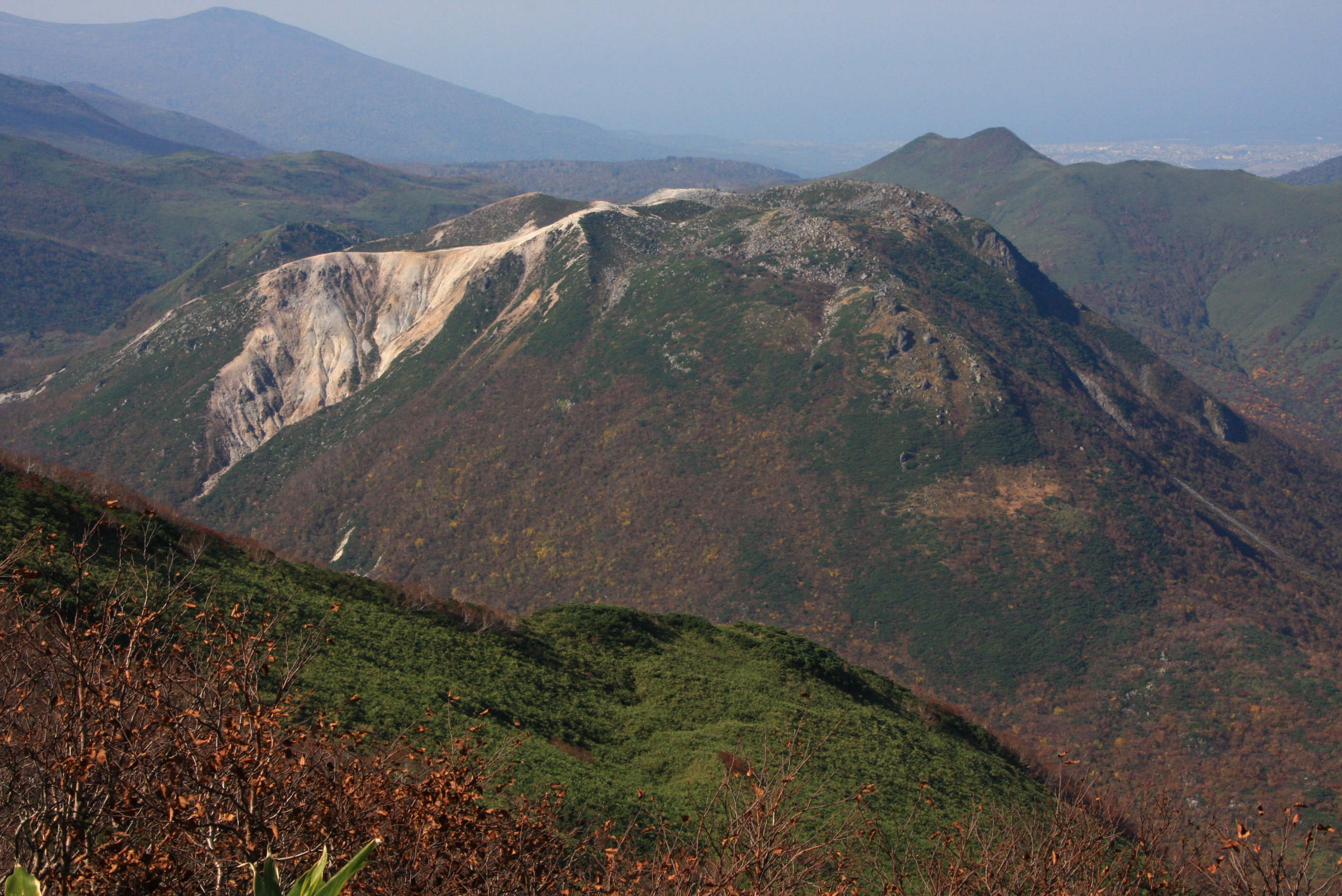
イワオヌプリ（2011年10月）
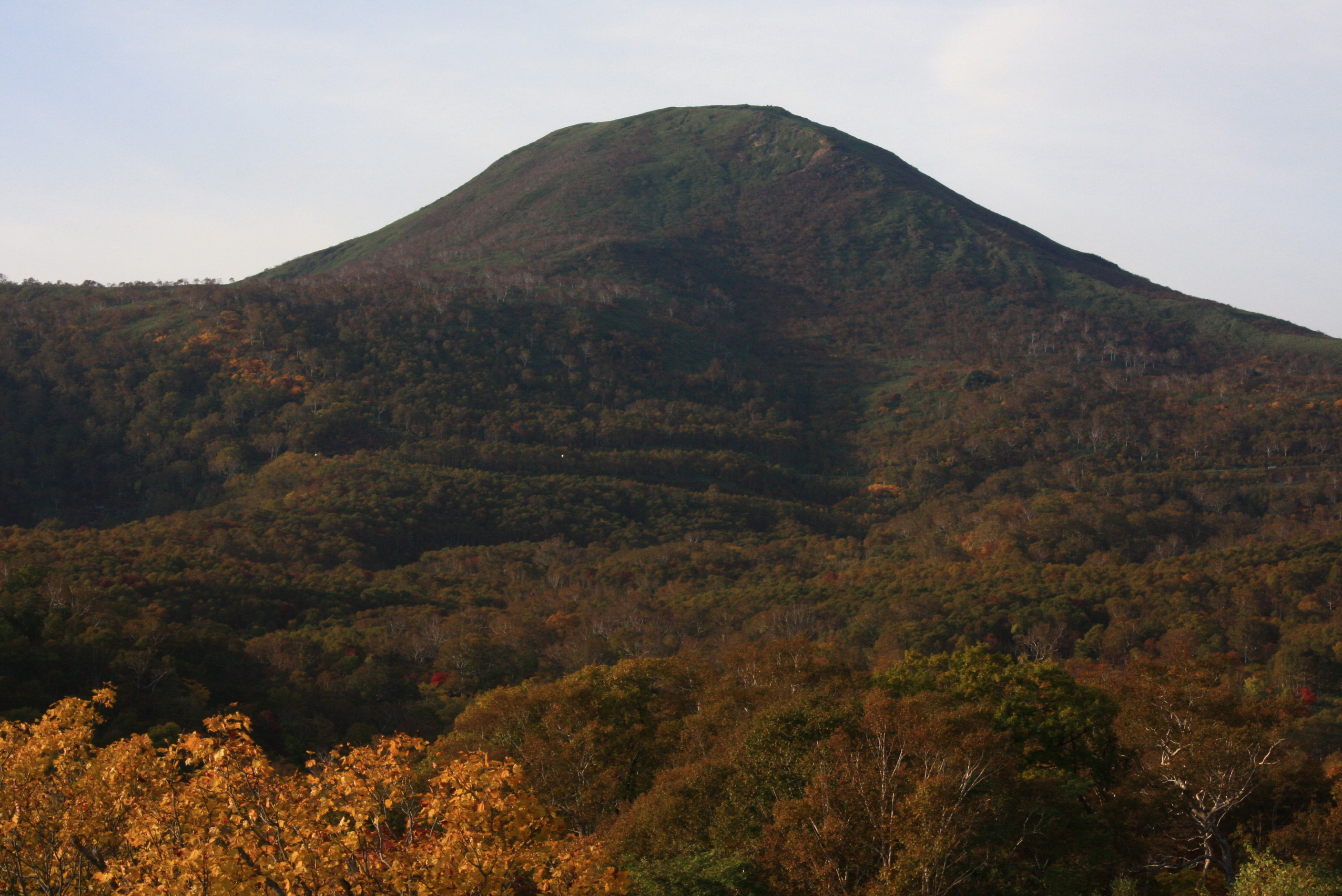
チセヌプリ（2011年10月）
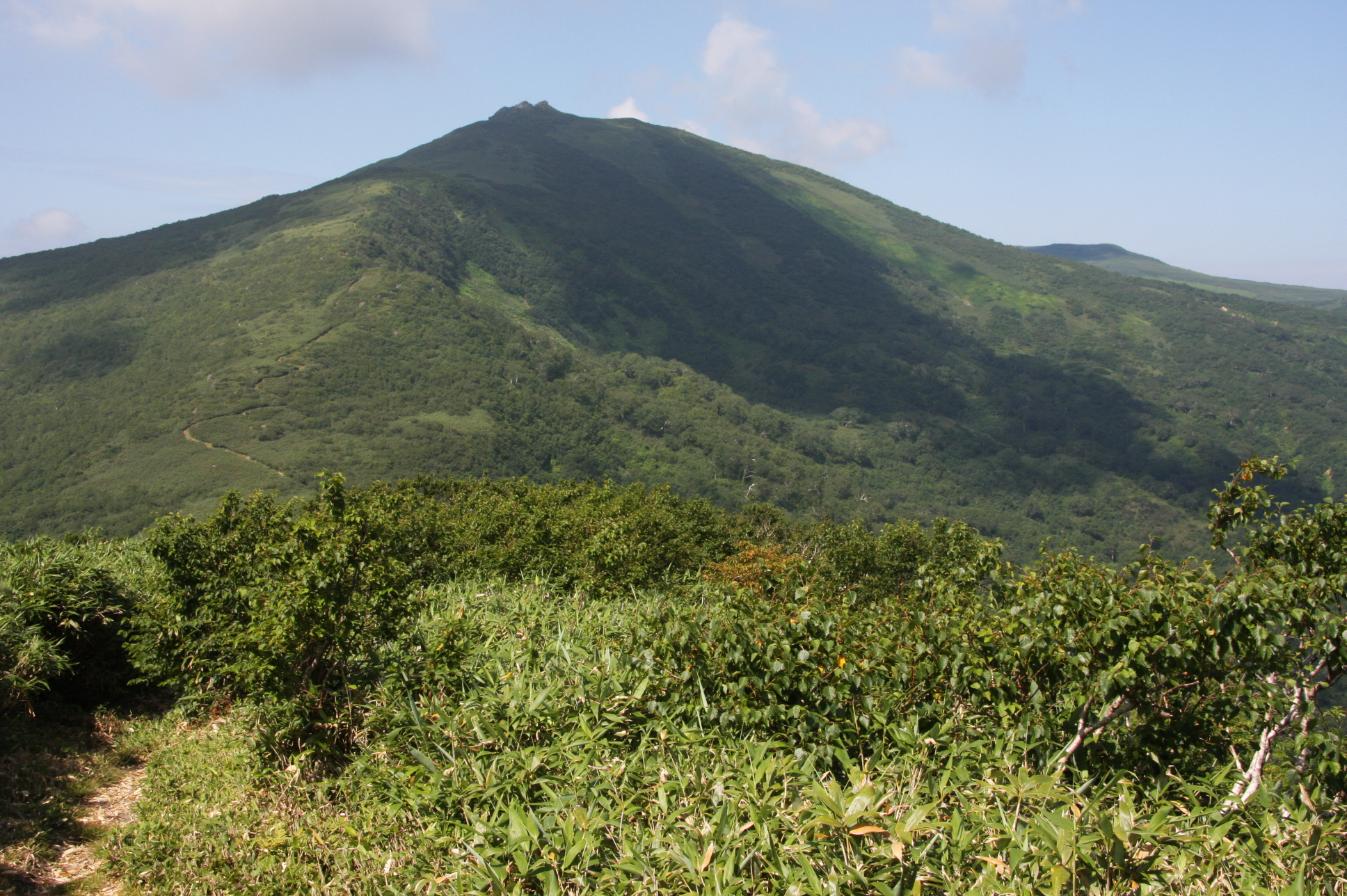
目国内岳（2011年9月）

ニセコ積丹小樽海岸国定公園積丹・小樽海岸地区
- 積丹・小樽海岸地区
  - 積丹半島からオタモイ、忍路、赤岩の海食崖やローソク岩などの奇岩、積丹岬、神威岬、ビヤノ岬、小樽海岸周辺の海中景観（海中公園）からなる地域[6]。積丹半島と神威岬は北海道遺産に選定されている[7]。海域公園は2つの地区に分かれており、積丹半島海域公園地区は積丹半島から日本海に突出したビヤノ岬、積丹岬、神威岬の各周辺海域に位置している[6]。この海域は緯度が高いにもかかわらず対馬海流の影響を受けるため、温帯性の生物相と亜寒帯性の生物相が混在する海中景観になっている[6]。小樽海岸海域公園地区はオタモイで断層によって分けられ、これより西側では海食崖が著しく発達している[6]。

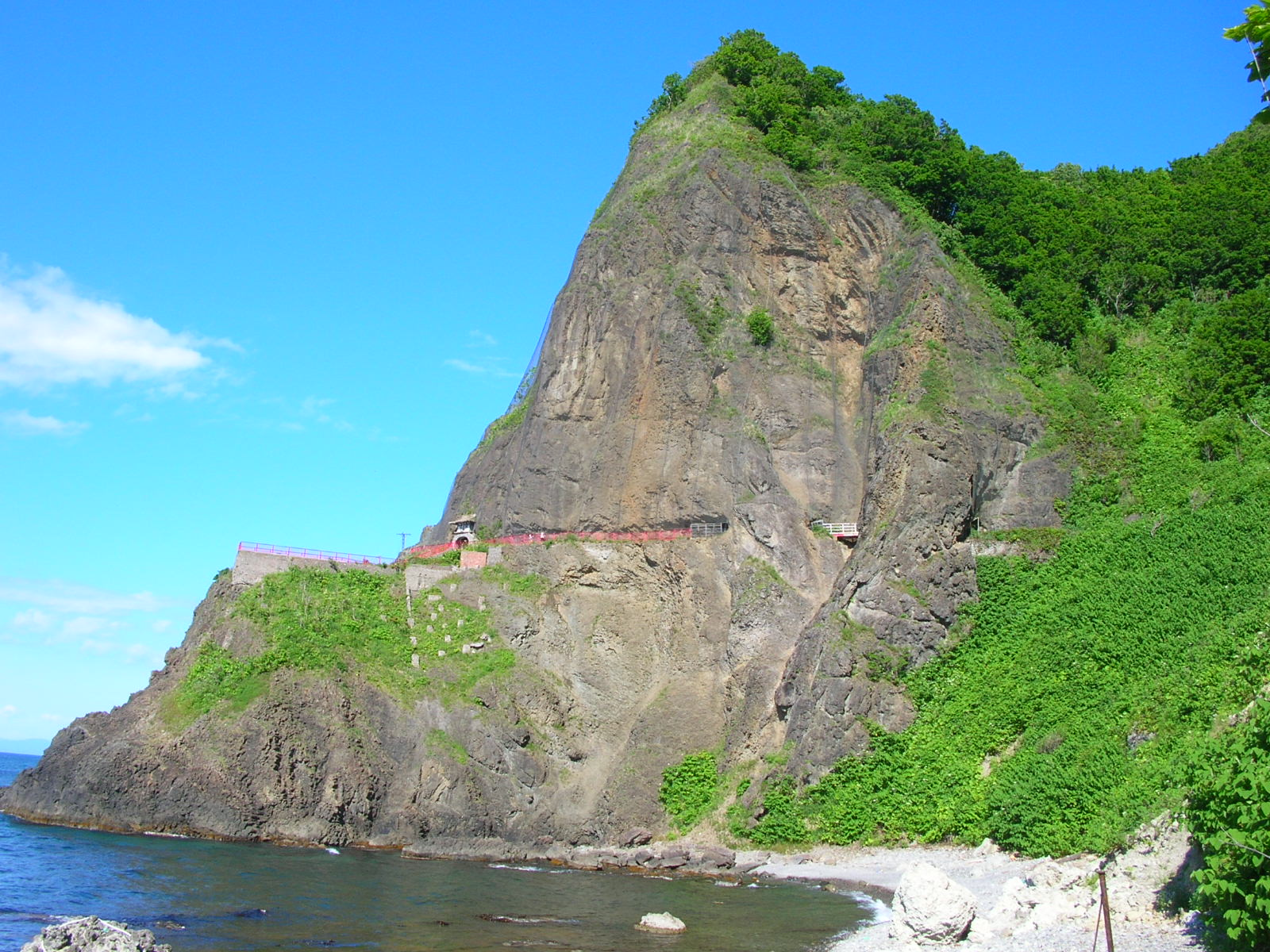
オタモイ（2008年6月）
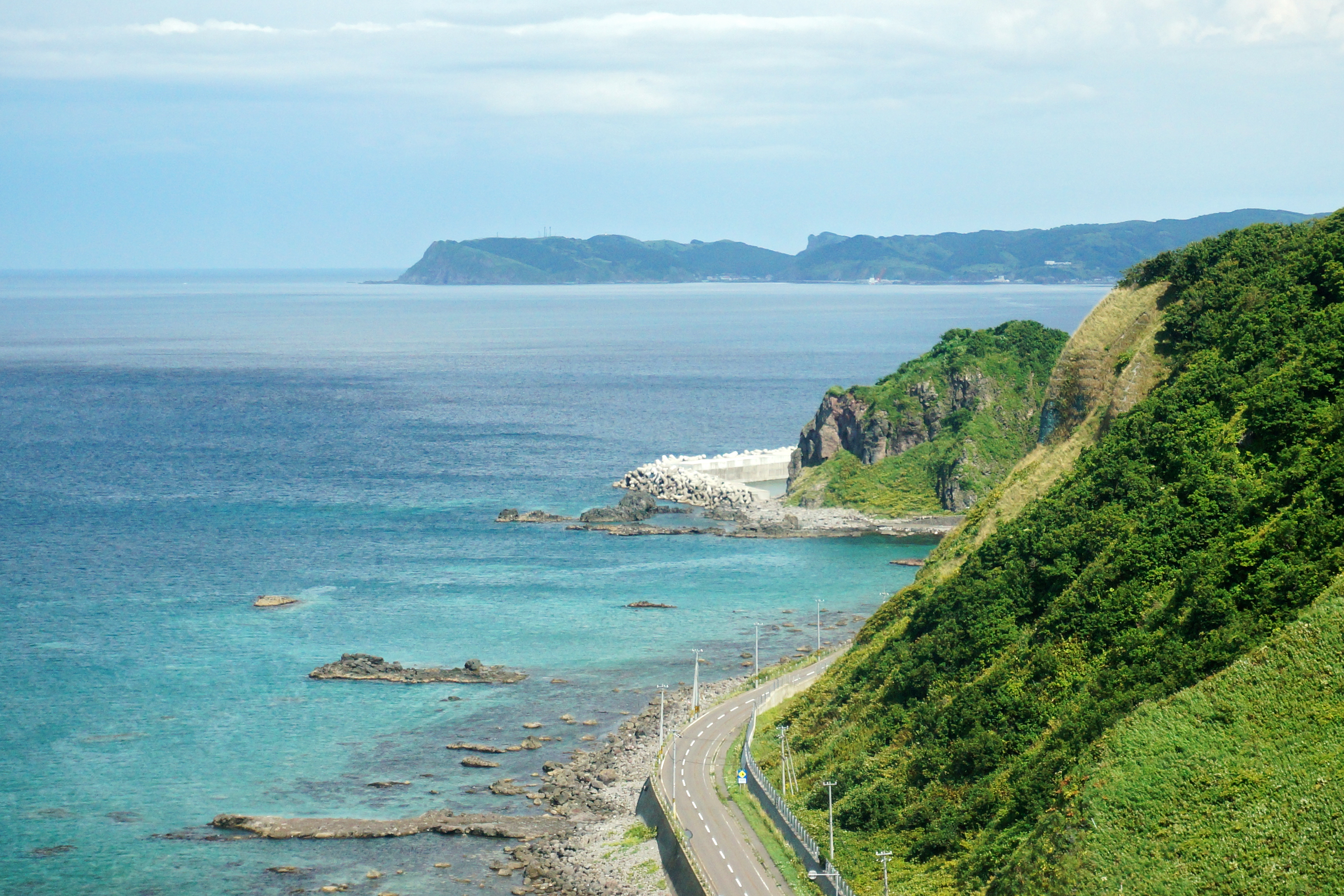
積丹岬（2013年8月）
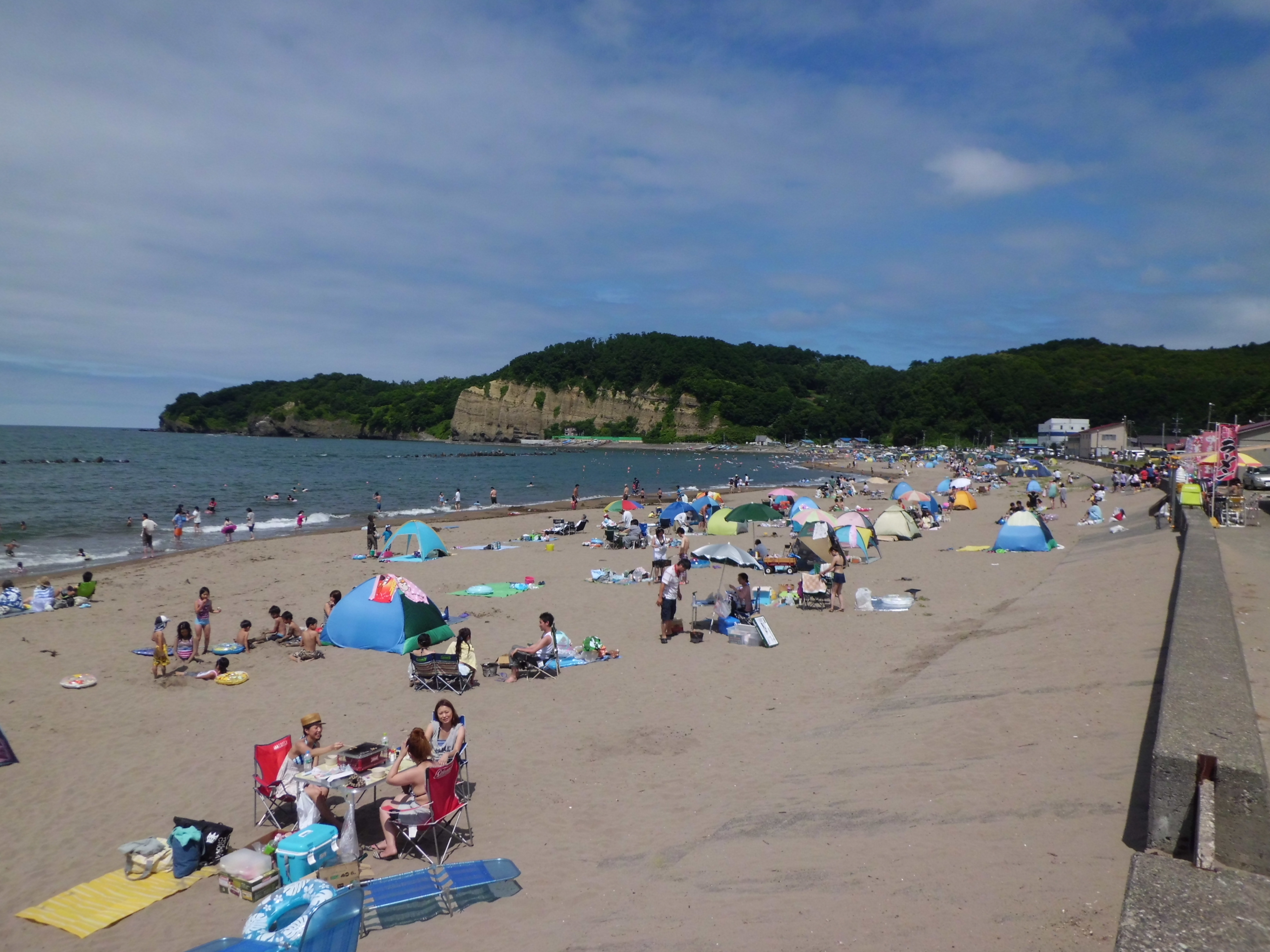
蘭島海水浴場（2013年8月）

## 自然
ニセコ連峰の山腹ではカンバ類、イタヤカエデやミズナラなどの広葉樹が多く、部分的にエゾマツやトドマツが混成している。中腹の大半はダケカンバの純林地帯であり、地表はチシマザサに覆われている。山頂部付近になると各種の高山植物を見ることができる。大谷地付近のフサスギナは日本国内ではここだけに植物群落がある。積丹・小樽海岸地区の断崖は殆ど裸地となっており、緩傾斜の部分はイタヤカエデを中心としてカンバ類、ミズナラ、カシワ、エゾニワトコなどの広葉樹林が多く、一部にササ類を主体とした草原がある。海浜にはハマナス、ハマエンドウ、エゾノハマアザ、ハマハコベ、コハマギク、エゾスカシユリなどがあり、オショロソウの名で知られるバシクルモン（ラフマ）がある。

## 景勝地
ニセコ地区
- ニセコアンヌプリ
- イワオヌプリ
- チセヌプリ
- 神仙沼
- 長沼
- 大沼
- コックリ湖
- ニセコ温泉郷
- ニセコパノラマライン（北海道道66号岩内洞爺線）

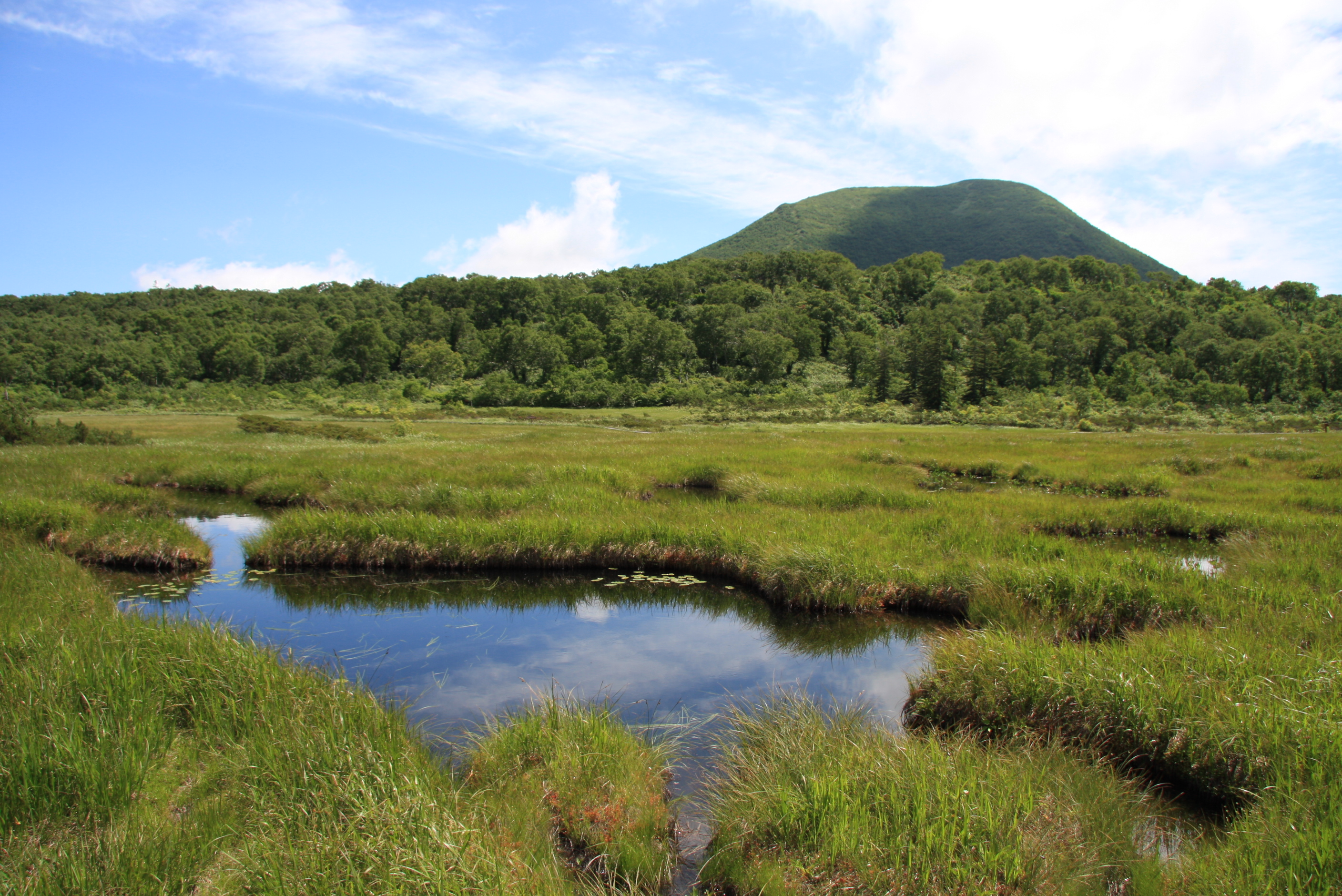
神仙沼湿原とチセヌプリ（2012年8月）
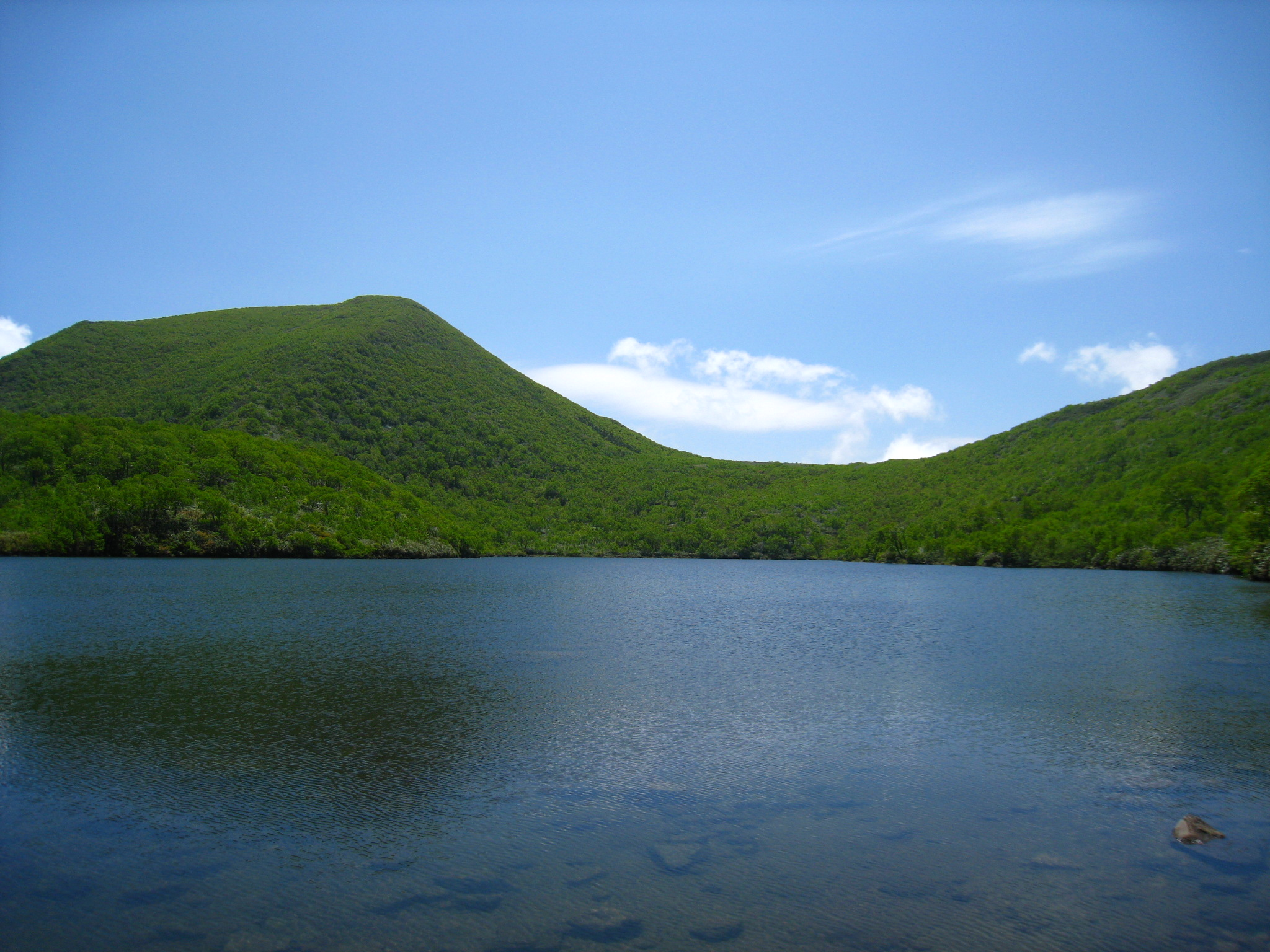
長沼（2008年6月）
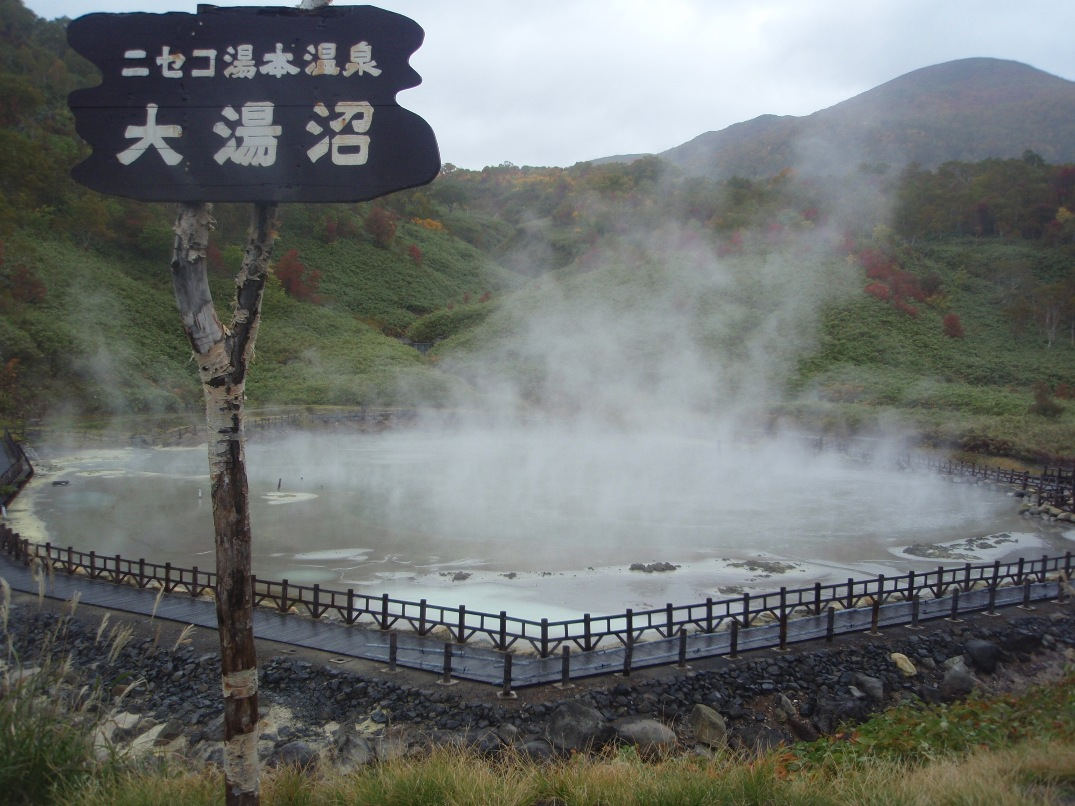
ニセコ湯本温泉の大湯沼（2007年）
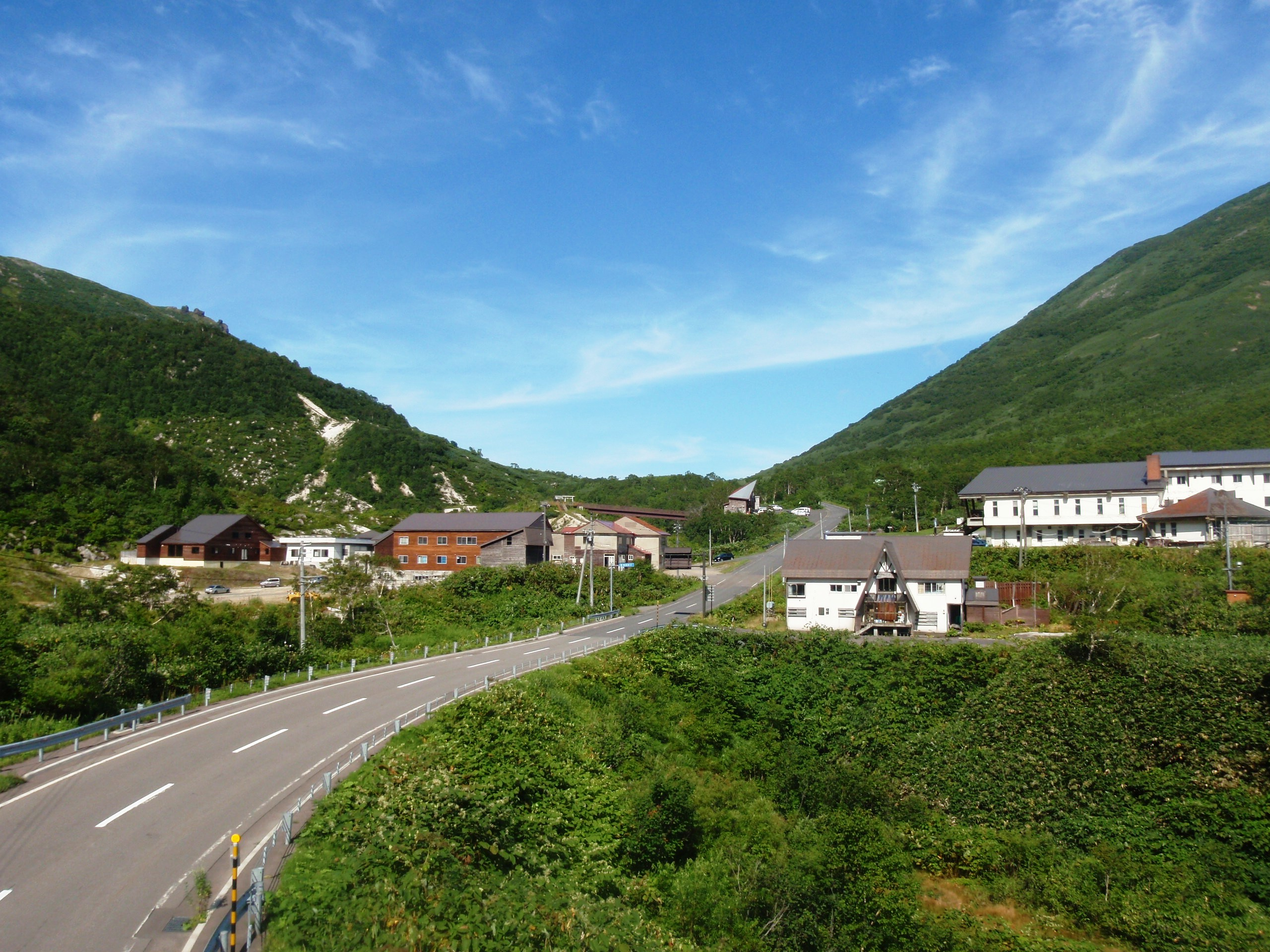
ニセコ五色温泉（2011年8月）
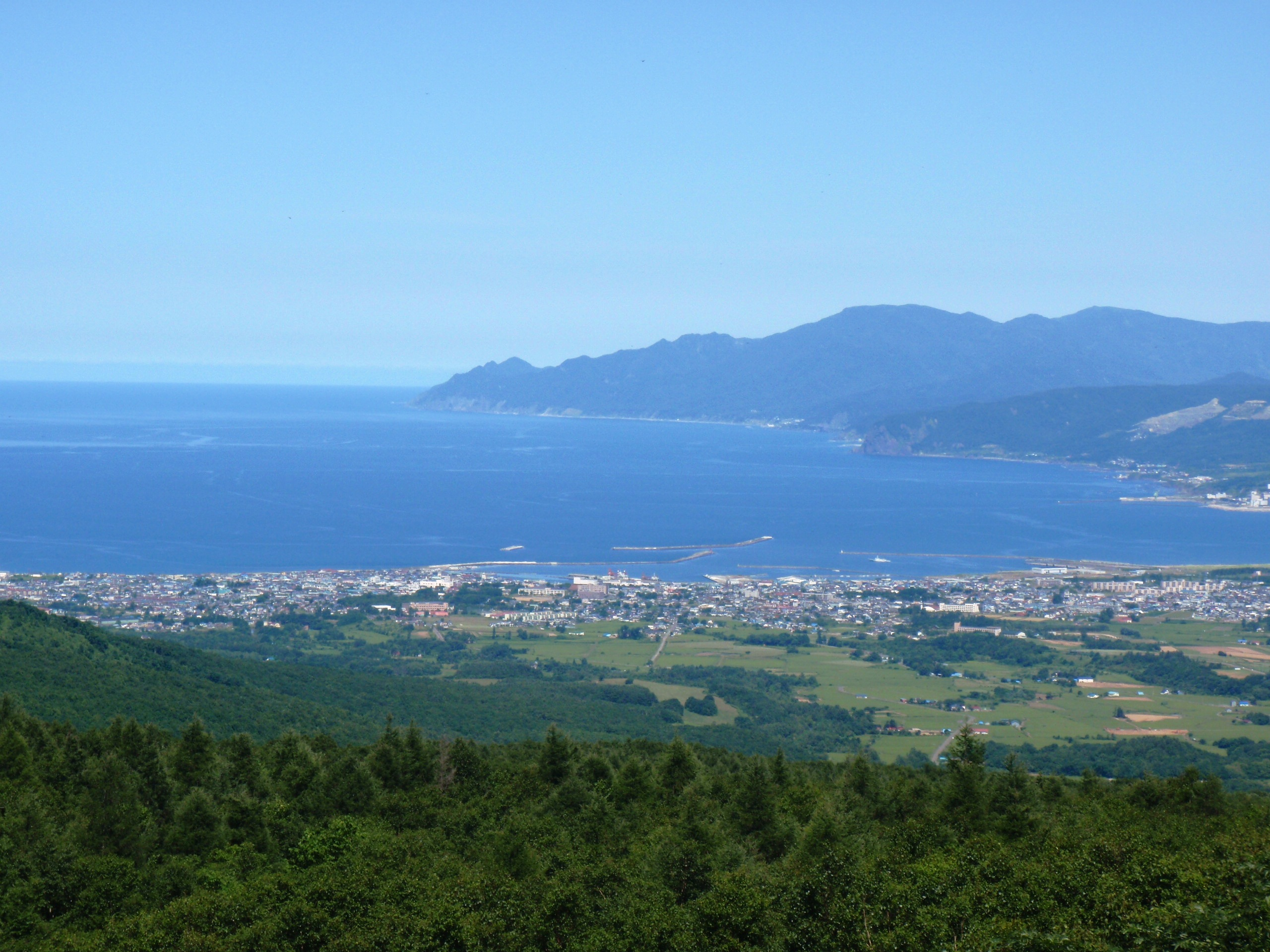
ニセコパノラマラインから眺めた岩内市街地（2011年8月）

積丹・小樽海岸地区
- 弁天島
- 盃温泉
- 西の河原
- 神威岬[8]
- 積丹岬
- 島武意海岸
- 黄金岬
- ローソク岩
- 高島岬

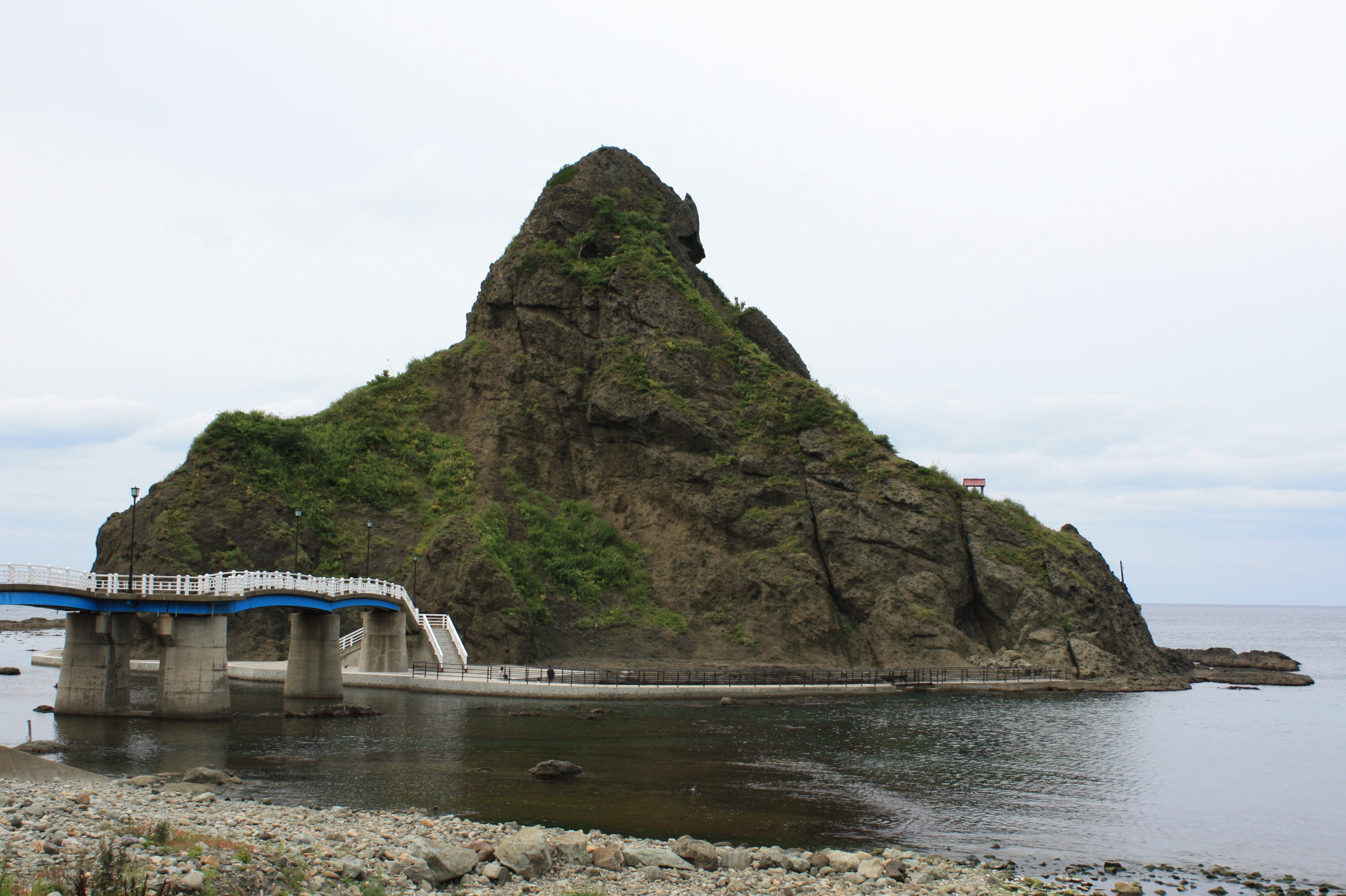
弁天島（2008年8月）
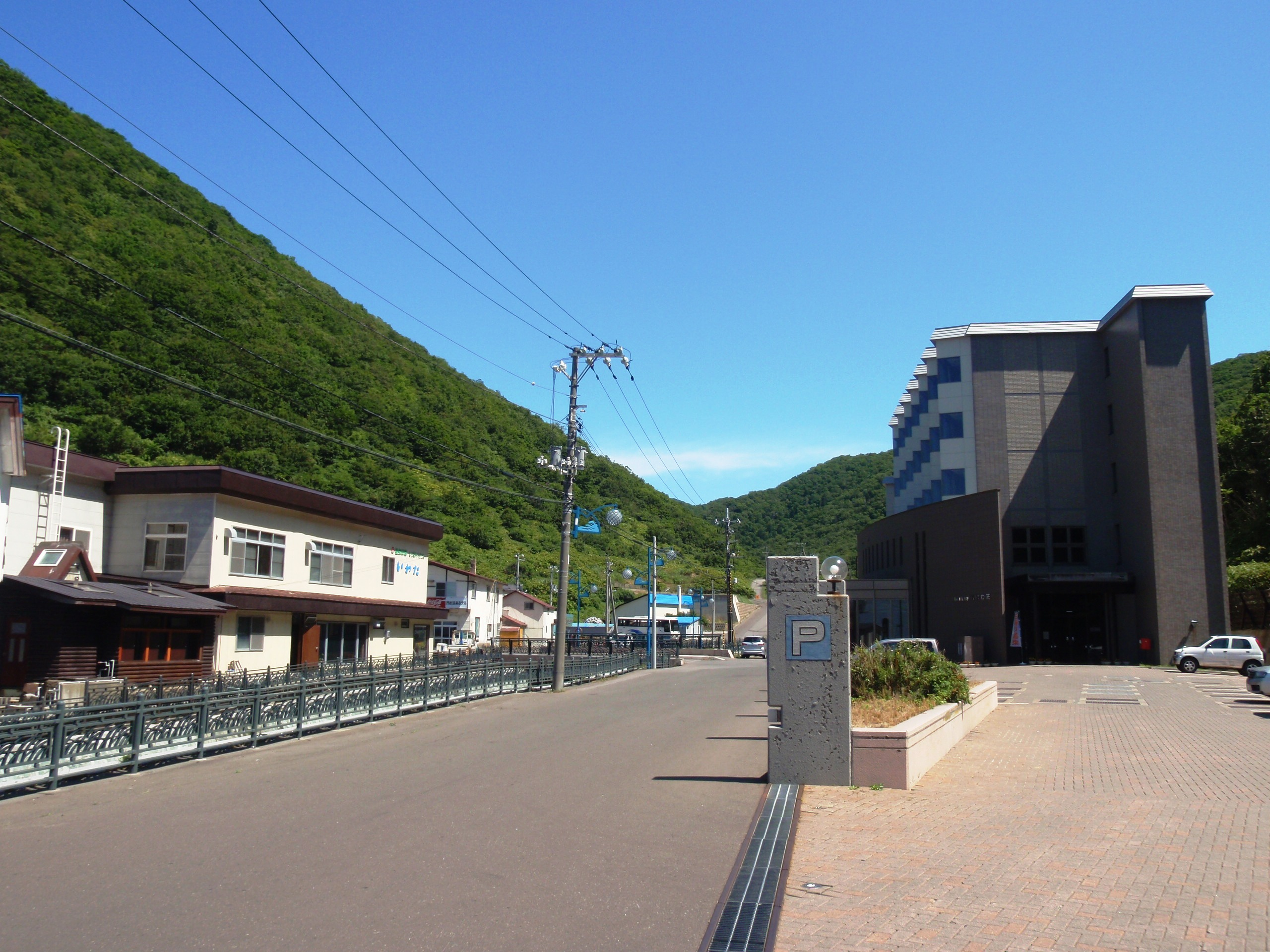
盃温泉（2011年8月）
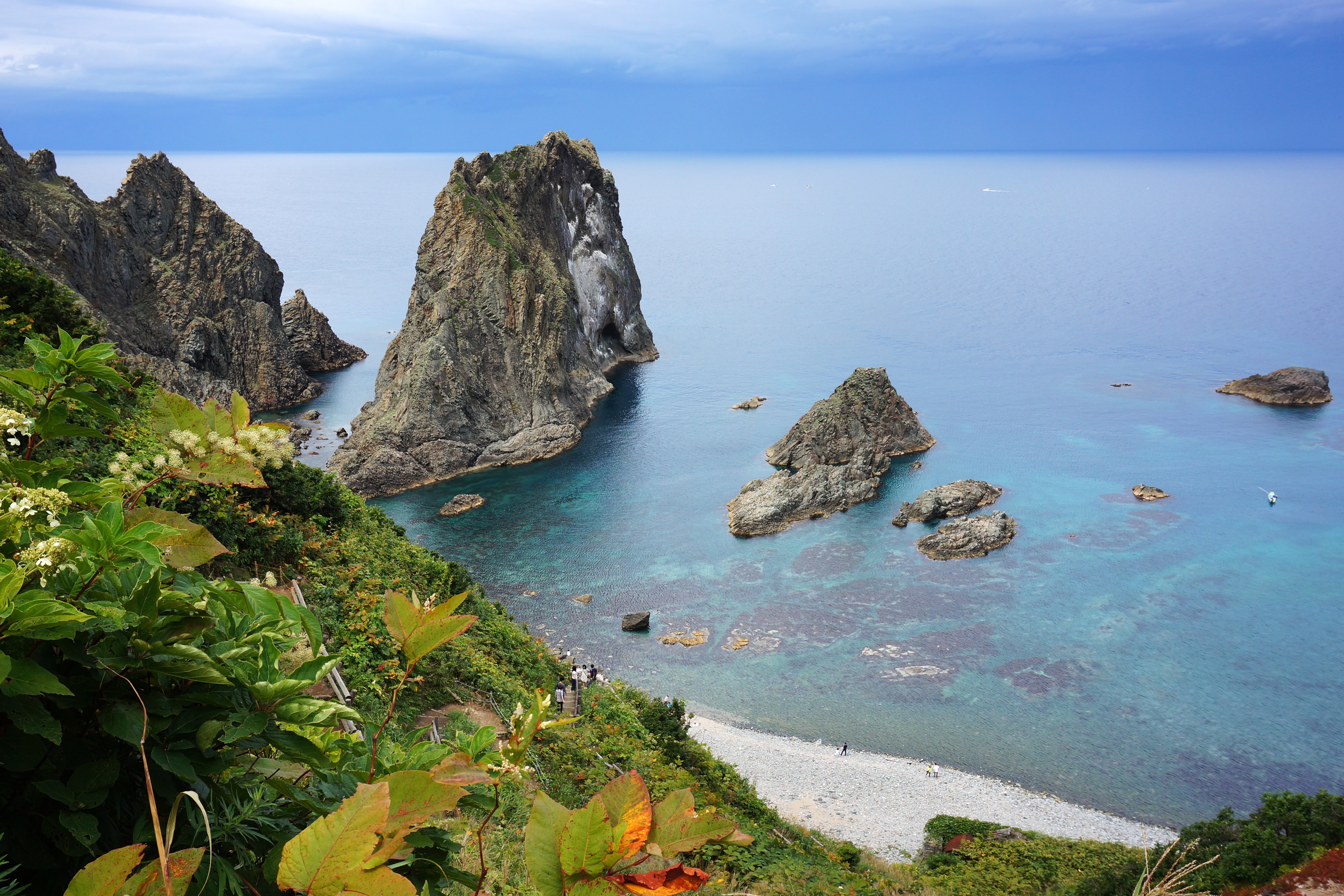
島武意海岸（2013年8月）
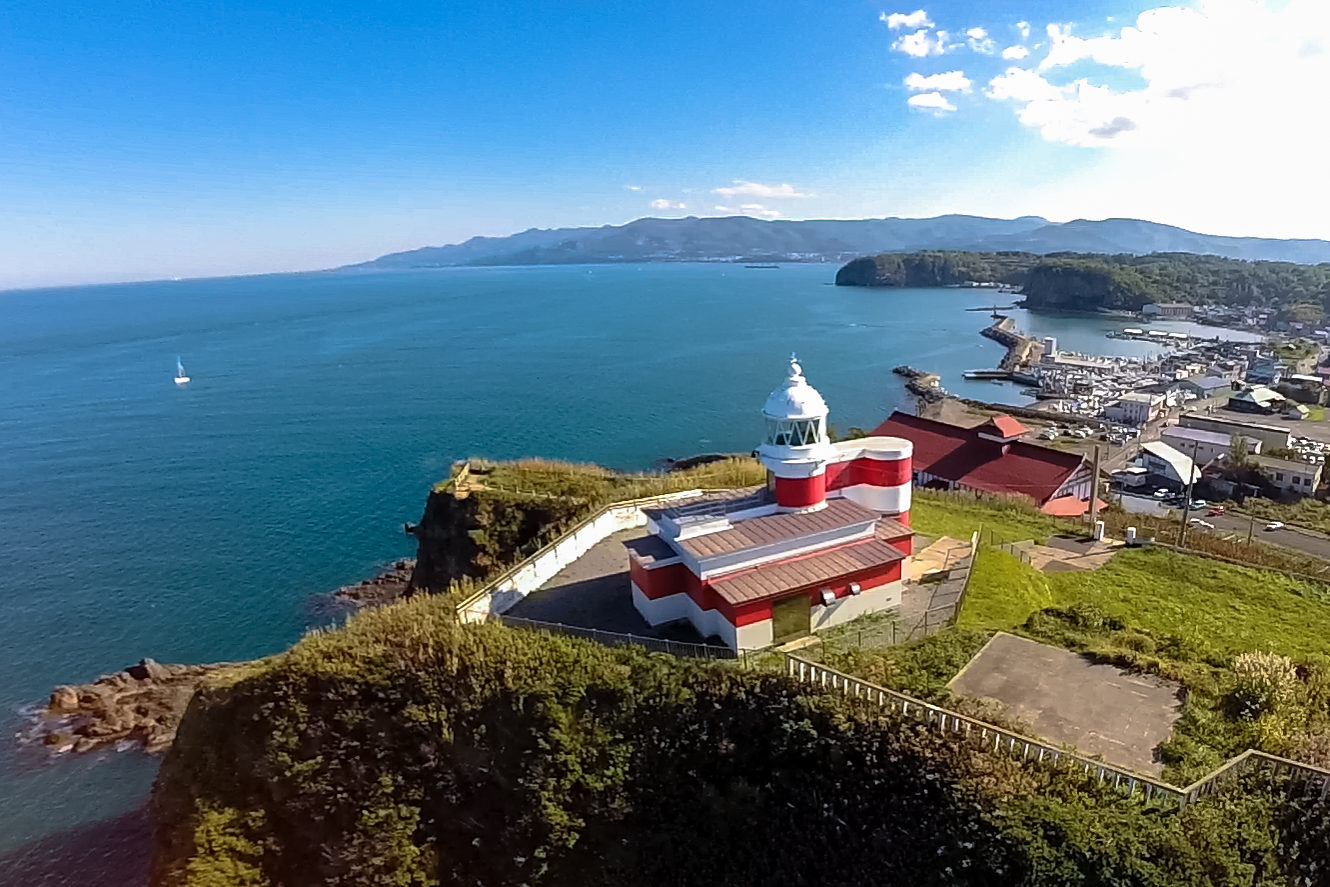
高島岬にある日和山灯台（2014年9月）

## 集団施設地区
| 地区名   | 面積    | 所在地             | 利用者数（人） |
| -------- | ------- | ------------------ | -------------- |
| 祝津     | 21.6ha  | 北海道小樽市       | 474,000        |
| 湯本温泉 | 214.4ha | 北海道磯谷郡蘭越町 | 242,000        |

## 参考資料
- “ニセコ積丹小樽海岸国定公園管理指針” (PDF).  北海道. 2016年8月24日閲覧。